# دهستان تشان
تشان، دهستانی است از توابع بخش ریز شهرستان جم در استان بوشهر ایران. زبان مردم تشان لری می‌باشد.

## جمعیت
براساس سرشماری سال ۱۳۸۵ جمعیت آن ۳٬۳۴۹ نفر (۷۲۷ خانوار) بوده‌است.